# نوح غلاس
نوح غلاس (بالإنجليزية: Noah Glass) أمريكي وأحد مؤسسي الموقع الرسمي لشبكة التواصل الإجتماعية تويتر ، وكذلك موقع أوديو للبحث، وكان غلاس قد أبدع في برنامج أدوبي فلاش وساهم لدعم نظام الرسوم المتحركة والإعلام المتعدد مايسمى مليتميديا (بالإنجليزية: multimedia)
.